# Championship League 2018
Die Championship League 2018 war ein Snooker-Einladungsturnier im Rahmen der Snooker Main Tour der Saison 2017/18, das im Zeitraum zwischen 2. Januar und 29. März 2018 in der Ricoh Arena in Coventry, England, als Rundenturnier (Modus: Jeder-gegen-Jeden, engl. round-robin tournament) ausgetragen wurde. Es war die elfte Auflage der Championship League. Titelverteidiger war der Schotte John Higgins. Er gewann Gruppe 7 und wiederholte anschließend seinen Vorjahreserfolg durch einen 3:2-Endspielsieg gegen den Chinesen Zhou Yuelong in der Winners’ Group.

## Preisgeld
Da es sich bei der Championship League um ein Einladungsturnier handelt, zählte das Preisgeld nicht für die Snookerweltrangliste. Insgesamt waren wie in den Vorjahren bis zu 205.000 £ für das Turnier ausgelobt.
| Gruppen 1–7                            | Preisgeld |
| -------------------------------------- | --------- |
| Sieger                                 | 3.000 £   |
| Finalist                               | 2.000 £   |
| Halbfinalist                           | 1.000 £   |
| Prämie pro Framegewinn (K.-o.-Phase)   | 300 £     |
| Prämie pro Framegewinn (Gruppenspiele) | 100 £     |
| Höchstes Break                         | 500 £     |

| Winners’ Group                         | Preisgeld |
| -------------------------------------- | --------- |
| Turniersieger                          | 10.000 £  |
| Finalist                               | 5.000 £   |
| Halbfinalist                           | 3.000 £   |
| Prämie pro Framegewinn (K.-o.-Phase)   | 300 £     |
| Prämie pro Framegewinn (Gruppenspiele) | 200 £     |
| Höchstes Break                         | 1.000 £   |

## Qualifikationsgruppen
In jeder der sieben Gruppen traten sieben Spieler im Round-Robin-Modus gegeneinander an. Die ersten vier Spieler jeder Gruppe qualifizierten sich für eine K.-o.-Phase, in welcher der Gruppensieger bestimmt wurde. Nur dieser qualifizierte sich für die abschließende Winners’ Group. Die in der K.-o.-Phase unterlegenen Spieler sowie der auf Rang 5 platzierte Spieler traten in der folgenden Gruppe wieder an. Die beiden Gruppenletzten schieden aus dem Turnier aus.

### Gruppe 1
Die Spiele der ersten Gruppe fanden am 2. und 3. Januar 2018 statt.

#### Gruppenspiele
| 1 | Kyren Wilson     | 3:1 | Stephen Maguire | 8  | Michael Holt    | 1:3 | Anthony Hamilton | 15 | Ryan Day        | 1:3 | Michael Holt     |
| 2 | Ryan Day         | 1:3 | Zhou Yuelong    | 9  | Stephen Maguire | 3:2 | Zhou Yuelong     | 16 | Zhou Yuelong    | 3:0 | Anthony Hamilton |
| 3 | Anthony Hamilton | 3:1 | Kyren Wilson    | 10 | Mark King       | 3:2 | Anthony Hamilton | 17 | Kyren Wilson    | 0:3 | Mark King        |
| 4 | Mark King        | 2:3 | Michael Holt    | 11 | Michael Holt    | 1:3 | Zhou Yuelong     | 18 | Stephen Maguire | 2:3 | Anthony Hamilton |
| 5 | Stephen Maguire  | 3:1 | Ryan Day        | 12 | Ryan Day        | 3:1 | Anthony Hamilton | 19 | Ryan Day        | 3:2 | Mark King        |
| 6 | Zhou Yuelong     | 3:2 | Mark King       | 13 | Kyren Wilson    | 3:1 | Michael Holt     | 20 | Stephen Maguire | 3:1 | Michael Holt     |
| 7 | Kyren Wilson     | 1:3 | Ryan Day        | 14 | Stephen Maguire | 3:2 | Mark King        | 21 | Kyren Wilson    | 3:0 | Zhou Yuelong     |

#### Tabelle
| Pos. | Spieler          | Gegner | Gegner | Gegner | Gegner | Gegner | Gegner | Gegner | Partien | Frames | Punkte | Preisgeld NB  |
| ---- | ---------------- | ------ | ------ | ------ | ------ | ------ | ------ | ------ | ------- | ------ | ------ | ------------- |
| Pos. | Spieler          | MAG    | ZHO    | DAY    | HAM    | WIL    | KIN    | HOL    | Partien | Frames | Punkte | Preisgeld NB  |
| 1    | Stephen Maguire  |        | 3      | 3      | 2      | 1      | 3      | 3      | 4:2     | 15:12  | 4      | 3.100 £       |
| 2    | Zhou Yuelong     | 2      |        | 3      | 3      | 0      | 3      | 3      | 4:2     | 14:10  | 4      | 6.200 £       |
| 3    | Ryan Day         | 1      | 1      |        | 3      | 3      | 3      | 1      | 3:3     | 12:13  | 3      | HB 3.300 £ HB |
| 4    | Anthony Hamilton | 3      | 0      | 1      |        | 3      | 2      | 3      | 3:3     | 12:13  | 3      | 4.700 £       |
| 5    | Kyren Wilson     | 3      | 3      | 1      | 1      |        | 0      | 3      | 3:3     | 11:11  | 3      | 1.100 £       |
| 6    | Mark King        | 2      | 2      | 2      | 3      | 3      |        | 2      | 2:4     | 14:14  | 2      | 1.400 £       |
| 7    | Michael Holt     | 1      | 1      | 3      | 1      | 1      | 3      |        | 2:4     | 10:15  | 2      | 1.000 £       |

|  | Qualifikation für das Halbfinale der Gruppe 1 |
|  | Qualifikation für Gruppe 2                    |

#### K.-o.-Phase
|  | Halbfinale Best of 5 Frames | Halbfinale Best of 5 Frames | Halbfinale Best of 5 Frames |  |  | Finale Best of 5 Frames | Finale Best of 5 Frames | Finale Best of 5 Frames |
|  |                             |                             |                             |  |  |                         |                         |                         |
|  |                             |                             |                             |  |  |                         |                         |                         |
|  | 1                           | Stephen Maguire             | 2                           |  |  |                         |                         |                         |
|  | 4                           | Anthony Hamilton            | 3                           |  |  |                         |                         |                         |
|  |                             |                             |                             |  |  | 4                       | Anthony Hamilton        | 2                       |
|  |                             |                             |                             |  |  | 2                       | Zhou Yuelong            | 3                       |
|  | 2                           | Zhou Yuelong                | 3                           |  |  |                         |                         |                         |
|  | 3                           | Ryan Day                    | 2                           |  |  |                         |                         |                         |
|  |                             |                             |                             |  |  |                         |                         |                         |

### Gruppe 2
Die Spiele der Gruppe 2 wurden zwischen dem 4. und 5. Januar 2018 ausgetragen. Gesetzt waren Neil Robertson, Mark Selby und Barry Hawkins. Aus Gruppe 1 kamen Anthony Hamilton, Stephen Maguire, Ryan Day und Kyren Wilson dazu. Neil Robertson brach das Turnier nach 5 von 6 Vorrundenspielen aus familiären Gründen ab. Die Ergebnisse wurde annulliert, er erhielt trotzdem die erspielten Preisgelder für die Framegewinne.

#### Gruppenspiele
| 1 | Mark Selby      | 3:1 | Neil Robertson   | 8  | Anthony Hamilton | 3:0 | Stephen Maguire  | 15 | Barry Hawkins  | 3:1 | Anthony Hamilton |
| 2 | Barry Hawkins   | 3:2 | Kyren Wilson     | 9  | Neil Robertson   | 3:2 | Kyren Wilson     | 16 | Kyren Wilson   | 3:0 | Stephen Maguire  |
| 3 | Stephen Maguire | 1:3 | Mark Selby       | 10 | Ryan Day         | 1:3 | Stephen Maguire  | 17 | Mark Selby     | 2:3 | Ryan Day         |
| 4 | Ryan Day        | 3:0 | Anthony Hamilton | 11 | Anthony Hamilton | 1:3 | Kyren Wilson     | 18 | Neil Robertson | 2:3 | Stephen Maguire  |
| 5 | Neil Robertson  | 3:2 | Barry Hawkins    | 12 | Barry Hawkins    | 3:0 | Stephen Maguire  | 19 | Barry Hawkins  | 3:1 | Ryan Day         |
| 6 | Kyren Wilson    | 1:3 | Ryan Day         | 13 | Mark Selby       | 2:3 | Anthony Hamilton | 20 | Neil Robertson | kl. | Anthony Hamilton |
| 7 | Mark Selby      | 2:3 | Barry Hawkins    | 14 | Neil Robertson   | 3:0 | Ryan Day         | 21 | Mark Selby     | 3:0 | Kyren Wilson     |

kl. = kampflos

#### Tabelle
| Pos. | Spieler          | Gegner | Gegner | Gegner | Gegner | Gegner | Gegner | Gegner | Partien | Frames | Punkte | Preisgeld NB  |
| ---- | ---------------- | ------ | ------ | ------ | ------ | ------ | ------ | ------ | ------- | ------ | ------ | ------------- |
| Pos. | Spieler          | HAW    | DAY    | SEL    | WIL    | HAM    | MAG    | ROB    | Partien | Frames | Punkte | Preisgeld NB  |
| 1    | Barry Hawkins    |        | 3      | 3      | 3      | 3      | 3      | 0 (2)  | 5:0     | 15:60  | 5      | 4.900 £       |
| 2    | Ryan Day         | 1      |        | 3      | 3      | 3      | 1      | 0 (0)  | 3:2     | 11:90  | 3      | 2.100 £       |
| 3    | Mark Selby       | 2      | 2      |        | 3      | 2      | 3      | 0 (3)  | 2:3     | 12:10  | 2      | 6.300 £       |
| 4    | Kyren Wilson     | 2      | 1      | 0      |        | 3      | 3      | 0 (2)  | 2:3     | 09:10  | 2      | 2.400 £       |
| 5    | Anthony Hamilton | 1      | 0      | 3      | 1      |        | 3      | 0 (3)  | 2:3     | 08:11  | 2      | 1.100 £       |
| 6    | Stephen Maguire  | 0      | 3      | 1      | 0      | 0      |        | 0 (3)  | 1:5     | 04:13  | 1      | 0.700 £       |
| 7    | Neil Robertson   | 0 (3)  | 0 (3)  | 0 (1)  | 0 (3)  | 0 (0)  | 0 (2)  |        | 0:0     | 0:0    | 0      | HB 1.700 £ HB |

|  | Qualifikation für das Halbfinale der Gruppe 2 |
|  | Qualifikation für Gruppe 3                    |

#### K.-o.-Phase
|  | Halbfinale Best of 5 Frames | Halbfinale Best of 5 Frames | Halbfinale Best of 5 Frames |  |  | Finale Best of 5 Frames | Finale Best of 5 Frames | Finale Best of 5 Frames |
|  |                             |                             |                             |  |  |                         |                         |                         |
|  |                             |                             |                             |  |  |                         |                         |                         |
|  | 1                           | Barry Hawkins               | 3                           |  |  |                         |                         |                         |
|  | 4                           | Kyren Wilson                | 1                           |  |  |                         |                         |                         |
|  |                             |                             |                             |  |  | 1                       | Barry Hawkins           | 1                       |
|  |                             |                             |                             |  |  | 3                       | Mark Selby              | 3                       |
|  | 2                           | Ryan Day                    | 0                           |  |  |                         |                         |                         |
|  | 3                           | Mark Selby                  | 3                           |  |  |                         |                         |                         |
|  |                             |                             |                             |  |  |                         |                         |                         |

### Gruppe 3
Die Partien der Gruppe 3 fanden am 8. und 9. Januar 2018 statt. Gesetzt waren Ali Carter, Tom Ford, der Anthony McGill ersetzte, und Mark Allen. Aus Gruppe 2 kamen der Waliser Ryan Day und die drei Engländer Barry Hawkins, Kyren Wilson und Anthony Hamilton dazu.

#### Gruppenspiele
| 1 | Tom Ford         | 1:3 | Mark Allen       | 8  | Barry Hawkins | 3:0 | Kyren Wilson     | 15 | Ali Carter       | 0:3 | Barry Hawkins    |
| 2 | Ali Carter       | 3:2 | Anthony Hamilton | 9  | Mark Allen    | 2:3 | Anthony Hamilton | 16 | Anthony Hamilton | 1:3 | Kyren Wilson     |
| 3 | Kyren Wilson     | 3:2 | Tom Ford         | 10 | Ryan Day      | 2:3 | Kyren Wilson     | 17 | Tom Ford         | 3:1 | Ryan Day         |
| 4 | Ryan Day         | 3:2 | Barry Hawkins    | 11 | Barry Hawkins | 3:2 | Anthony Hamilton | 18 | Mark Allen       | 3:1 | Kyren Wilson     |
| 5 | Mark Allen       | 3:0 | Ali Carter       | 12 | Ali Carter    | 2:3 | Kyren Wilson     | 19 | Ali Carter       | 3:2 | Ryan Day         |
| 6 | Anthony Hamilton | 3:1 | Ryan Day         | 13 | Tom Ford      | 3:0 | Barry Hawkins    | 20 | Mark Allen       | 1:3 | Barry Hawkins    |
| 7 | Tom Ford         | 0:3 | Ali Carter       | 14 | Mark Allen    | 3:0 | Ryan Day         | 21 | Tom Ford         | 3:1 | Anthony Hamilton |

#### Tabelle
| Pos. | Spieler          | Gegner | Gegner | Gegner | Gegner | Gegner | Gegner | Gegner | Partien | Frames | Punkte | Preisgeld NB  |
| ---- | ---------------- | ------ | ------ | ------ | ------ | ------ | ------ | ------ | ------- | ------ | ------ | ------------- |
| Pos. | Spieler          | ALL    | HAW    | WIL    | FOR    | CAR    | HAM    | DAY    | Partien | Frames | Punkte | Preisgeld NB  |
| 1    | Mark Allen       |        | 1      | 3      | 3      | 3      | 2      | 3      | 4:2     | 15:80  | 4      | 4.700 £       |
| 2    | Barry Hawkins    | 3      |        | 3      | 0      | 3      | 3      | 2      | 4:2     | 14:90  | 4      | 2.700 £       |
| 3    | Kyren Wilson     | 1      | 0      |        | 3      | 3      | 3      | 3      | 4:2     | 13:13  | 4      | HB 6.600 £ HB |
| 4    | Tom Ford         | 1      | 3      | 2      |        | 0      | 3      | 3      | 3:3     | 12:11  | 3      | 2.800 £       |
| 5    | Ali Carter       | 0      | 0      | 2      | 3      |        | 3      | 3      | 3:3     | 11:13  | 3      | 1.100 £       |
| 6    | Anthony Hamilton | 3      | 2      | 1      | 1      | 2      |        | 3      | 2:4     | 12:15  | 2      | 1.200 £       |
| 7    | Ryan Day         | 0      | 3      | 2      | 1      | 2      | 1      |        | 1:5     | 09:17  | 1      | 0.900 £       |

|  | Qualifikation für das Halbfinale der Gruppe 3 |
|  | Qualifikation für Gruppe 4                    |

#### K.-o.-Phase
|  | Halbfinale Best of 5 Frames | Halbfinale Best of 5 Frames | Halbfinale Best of 5 Frames |  |  | Finale Best of 5 Frames | Finale Best of 5 Frames | Finale Best of 5 Frames |
|  |                             |                             |                             |  |  |                         |                         |                         |
|  |                             |                             |                             |  |  |                         |                         |                         |
|  | 1                           | Mark Allen                  | 3                           |  |  |                         |                         |                         |
|  | 4                           | Tom Ford                    | 2                           |  |  |                         |                         |                         |
|  |                             |                             |                             |  |  | 1                       | Mark Allen              | 1                       |
|  |                             |                             |                             |  |  | 3                       | Kyren Wilson            | 3                       |
|  | 2                           | Barry Hawkins               | 1                           |  |  |                         |                         |                         |
|  | 3                           | Kyren Wilson                | 3                           |  |  |                         |                         |                         |
|  |                             |                             |                             |  |  |                         |                         |                         |

### Gruppe 4
Die Partien der Gruppe 4 fanden am 10. und 11. Januar 2018 statt. Shaun Murphy, Liang Wenbo und Judd Trump waren gesetzt. Hinzu kamen aus Gruppe 3 Mark Allen, Barry Hawkins, Tom Ford und Ali Carter. Mark Allen brach das Turnier nach dem ersten von 6 Vorrundenspielen aus familiären Gründen ab. Das Ergebnis wurde annulliert, das erspielte Preisgeld für seinen Fragegewinn erhielt er trotzdem. 

#### Gruppenspiele
| 1 | Shaun Murphy  | 3:1 | Liang Wenbo   | 8  | Mark Allen   | kl. | Tom Ford      | 15 | Judd Trump   | kl. | Mark Allen    |
| 2 | Judd Trump    | 3:0 | Ali Carter    | 9  | Liang Wenbo  | 3:2 | Ali Carter    | 16 | Ali Carter   | 3:0 | Tom Ford      |
| 3 | Tom Ford      | 2:3 | Shaun Murphy  | 10 | Tom Ford     | 1:3 | Barry Hawkins | 17 | Shaun Murphy | 2:3 | Barry Hawkins |
| 4 | Barry Hawkins | 3:1 | Mark Allen    | 11 | Mark Allen   | kl. | Ali Carter    | 18 | Liang Wenbo  | 0:3 | Tom Ford      |
| 5 | Liang Wenbo   | 0:3 | Judd Trump    | 12 | Judd Trump   | 3:1 | Tom Ford      | 19 | Judd Trump   | 1:3 | Barry Hawkins |
| 6 | Ali Carter    | 0:3 | Barry Hawkins | 13 | Shaun Murphy | kl. | Mark Allen    | 20 | Liang Wenbo  | kl. | Mark Allen    |
| 7 | Shaun Murphy  | 0:3 | Judd Trump    | 14 | Liang Wenbo  | 3:1 | Barry Hawkins | 21 | Shaun Murphy | 1:3 | Ali Carter    |

kl. = kampflos

#### Tabelle
| Pos. | Spieler       | Gegner | Gegner | Gegner | Gegner | Gegner | Gegner | Gegner | Partien | Frames | Punkte | Preisgeld NB  |
| ---- | ------------- | ------ | ------ | ------ | ------ | ------ | ------ | ------ | ------- | ------ | ------ | ------------- |
| Pos. | Spieler       | TRU    | HAW    | MUR    | CAR    | LIA    | FOR    | ALL    | Partien | Frames | Punkte | Preisgeld NB  |
| 1    | Judd Trump    |        | 1      | 3      | 3      | 3      | 3      | 0 (3)  | 4:1     | 13:40  | 4      | 2.600 £       |
| 2    | Barry Hawkins | 3      |        | 3      | 3      | 1      | 3      | 0 (3)  | 4:1     | 13:70  | 4      | 3.200 £       |
| 3    | Shaun Murphy  | 0      | 2      |        | 1      | 3      | 3      | 0 (3)  | 2:3     | 09:12  | 2      | 4.400 £       |
| 4    | Ali Carter    | 0      | 0      | 3      |        | 2      | 3      | 0 (3)  | 2:3     | 08:10  | 2      | 5.900 £       |
| 5    | Liang Wenbo   | 0      | 3      | 1      | 3      |        | 0      | 0 (3)  | 2:3     | 07:12  | 2      | HB 1.500 £ HB |
| 6    | Tom Ford      | 1      | 1      | 2      | 0      | 3      |        | 0 (3)  | 1:4     | 07:12  | 1      | 1.000 £       |
| 7    | Mark Allen    | 0 (0)  | 0 (1)  | 0 (0)  | 0 (0)  | 0 (0)  | 0 (0)  |        | 0:0     | 0:0    | 0      | 0.100 £       |

|  | Qualifikation für das Halbfinale der Gruppe 4 |
|  | Qualifikation für Gruppe 5                    |

#### K.-o.-Phase
|  | Halbfinale Best of 5 Frames | Halbfinale Best of 5 Frames | Halbfinale Best of 5 Frames |  |  | Finale Best of 5 Frames | Finale Best of 5 Frames | Finale Best of 5 Frames |
|  |                             |                             |                             |  |  |                         |                         |                         |
|  |                             |                             |                             |  |  |                         |                         |                         |
|  | 1                           | Judd Trump                  | 0                           |  |  |                         |                         |                         |
|  | 4                           | Ali Carter                  | 3                           |  |  |                         |                         |                         |
|  |                             |                             |                             |  |  | 1                       | Ali Carter              | 3                       |
|  |                             |                             |                             |  |  | 3                       | Shaun Murphy            | 1                       |
|  | 2                           | Barry Hawkins               | 2                           |  |  |                         |                         |                         |
|  | 3                           | Shaun Murphy                | 3                           |  |  |                         |                         |                         |
|  |                             |                             |                             |  |  |                         |                         |                         |

### Gruppe 5
Die Partien der Gruppe 5 fanden am 23. und 24. Januar 2018 statt. Martin Gould, Ricky Walden und Mark Williams waren gesetzt. Von den Spielern, die über Gruppe 4 qualifiziert waren, trat nur Judd Trump an. Shaun Murphy, Barry Hawkins und Liang Wenbo verzichteten. Für sie sprangen David Gilbert, Joe Perry und Ben Woollaston ein.

#### Gruppenspiele
| 1 | Martin Gould   | 3:1 | Ricky Walden   | 8  | David Gilbert | 0:3 | Judd Trump     | 15 | Mark Williams  | 3:0 | David Gilbert  |
| 2 | Mark Williams  | 1:3 | Ben Woollaston | 9  | Ricky Walden  | 3:2 | Ben Woollaston | 16 | Ben Woollaston | 3:2 | Judd Trump     |
| 3 | Judd Trump     | 3:1 | Martin Gould   | 10 | Joe Perry     | 1:3 | Judd Trump     | 17 | Martin Gould   | 3:1 | Joe Perry      |
| 4 | Joe Perry      | 1:3 | David Gilbert  | 11 | David Gilbert | 1:3 | Ben Woollaston | 18 | Ricky Walden   | 3:2 | Judd Trump     |
| 5 | Ricky Walden   | 1:3 | Mark Williams  | 12 | Mark Williams | 0:3 | Judd Trump     | 19 | Mark Williams  | 3:0 | Joe Perry      |
| 6 | Ben Woollaston | 1:3 | Joe Perry      | 13 | Martin Gould  | 3:0 | David Gilbert  | 20 | Ricky Walden   | 3:0 | David Gilbert  |
| 7 | Martin Gould   | 1:3 | Mark Williams  | 14 | Ricky Walden  | 2:3 | Joe Perry      | 21 | Martin Gould   | 1:3 | Ben Woollaston |

#### Tabelle
| Pos. | Spieler        | Gegner | Gegner | Gegner | Gegner | Gegner | Gegner | Gegner | Partien | Frames | Punkte | Preisgeld NB |
| ---- | -------------- | ------ | ------ | ------ | ------ | ------ | ------ | ------ | ------- | ------ | ------ | ------------ |
| Pos. | Spieler        | TRU    | WOO    | WIL    | WAL    | GOU    | PER    | GIL    | Partien | Frames | Punkte | Preisgeld NB |
| 1    | Judd Trump     |        | 2      | 3      | 2      | 3      | 3      | 3      | 4:2     | 16:8   | 4      | 3.200 £      |
| 2    | Ben Woollaston | 3      |        | 3      | 2      | 3      | 1      | 3      | 4:2     | 15:11  | 4      | 2.800 £      |
| 3    | Mark Williams  | 0      | 1      |        | 3      | 3      | 3      | 3      | 4:2     | 13:8   | 4      | 6.600 £ HB   |
| 4    | Ricky Walden   | 3      | 3      | 1      |        | 1      | 2      | 3      | 3:3     | 13:13  | 3      | 4.500 £      |
| 5    | Martin Gould   | 1      | 1      | 1      | 3      |        | 3      | 3      | 3:3     | 12:11  | 3      | 1.200 £      |
| 6    | Joe Perry      | 1      | 3      | 0      | 3      | 1      |        | 1      | 2:4     | 9:15   | 2      | 900 £        |
| 7    | David Gilbert  | 0      | 1      | 0      | 0      | 0      | 3      |        | 1:5     | 4:16   | 1      | 400 £        |

|  | Qualifikation für das Halbfinale der Gruppe 5 |
|  | Qualifikation für Gruppe 6                    |

#### K.-o.-Phase
|  | Halbfinale Best of 5 Frames | Halbfinale Best of 5 Frames | Halbfinale Best of 5 Frames |  |  | Finale Best of 5 Frames | Finale Best of 5 Frames | Finale Best of 5 Frames |
|  |                             |                             |                             |  |  |                         |                         |                         |
|  |                             |                             |                             |  |  |                         |                         |                         |
|  | 1                           | Judd Trump                  | 2                           |  |  |                         |                         |                         |
|  | 4                           | Ricky Walden                | 3                           |  |  |                         |                         |                         |
|  |                             |                             |                             |  |  | 4                       | Ricky Walden            | 1                       |
|  |                             |                             |                             |  |  | 3                       | Mark Williams           | 3                       |
|  | 2                           | Ben Woollaston              | 1                           |  |  |                         |                         |                         |
|  | 3                           | Mark Williams               | 3                           |  |  |                         |                         |                         |
|  |                             |                             |                             |  |  |                         |                         |                         |

### Gruppe 6
Die Partien der Gruppe 6 fanden am 25. und 26. Januar 2018 statt. Li Hang, Michael White und Graeme Dott kamen als neue Spieler hinzu. Judd Trump, Ben Woollaston, Ricky Walden und Martin Gould waren aus Gruppe 5 übrig geblieben.

#### Gruppenspiele
Martin Gould gewann sein letztes Rundenspiel mit einem Maximum Break. Es war das erste 147er Break seiner Karriere und das siebte in der Championship-League-Geschichte.
| 1 | Li Hang        | 3:0 | Michael White  | 8  | Li Hang        | 3:2 | Graeme Dott    | 15 | Graeme Dott   | 2:3 | Ricky Walden   |
| 2 | Graeme Dott    | 3:1 | Martin Gould   | 9  | Michael White  | 1:3 | Martin Gould   | 16 | Martin Gould  | 3:2 | Judd Trump     |
| 3 | Judd Trump     | 0:3 | Li Hang        | 10 | Ben Woollaston | 1:3 | Judd Trump     | 17 | Li Hang       | 1:3 | Ben Woollaston |
| 4 | Ben Woollaston | 1:3 | Ricky Walden   | 11 | Ricky Walden   | 0:3 | Martin Gould   | 18 | Michael White | 0:3 | Judd Trump     |
| 5 | Michael White  | 2:3 | Graeme Dott    | 12 | Graeme Dott    | 0:3 | Judd Trump     | 19 | Graeme Dott   | 3:2 | Ben Woollaston |
| 6 | Martin Gould   | 3:0 | Ben Woollaston | 13 | Li Hang        | 2:3 | Ricky Walden   | 20 | Michael White | 2:3 | Ricky Walden   |
| 7 | Ricky Walden   | 0:3 | Judd Trump     | 14 | Michael White  | 3:0 | Ben Woollaston | 21 | Li Hang       | 2:3 | Martin Gould   |

#### Tabelle
| Pos. | Spieler        | Gegner | Gegner | Gegner | Gegner | Gegner | Gegner | Gegner | Partien | Frames | Punkte | Preisgeld NB |
| ---- | -------------- | ------ | ------ | ------ | ------ | ------ | ------ | ------ | ------- | ------ | ------ | ------------ |
| Pos. | Spieler        | GOU    | TRU    | WAL    | LIH    | DOT    | WHI    | WOO    | Partien | Frames | Punkte | Preisgeld NB |
| 1    | Martin Gould   |        | 3      | 3      | 3      | 1      | 3      | 3      | 5:1     | 16:8   | 5      | 6.900 £ HB   |
| 2    | Judd Trump     | 2      |        | 3      | 0      | 3      | 3      | 3      | 4:2     | 14:7   | 4      | 4.300 £      |
| 3    | Ricky Walden   | 0      | 0      |        | 3      | 3      | 3      | 3      | 4:2     | 12:13  | 4      | 2.200 £      |
| 4    | Li Hang        | 2      | 3      | 2      |        | 3      | 3      | 1      | 3:3     | 14:11  | 3      | 3.000 £      |
| 5    | Graeme Dott    | 3      | 0      | 2      | 2      |        | 3      | 3      | 3:3     | 13:14  | 3      | 1.300 £      |
| 6    | Michael White  | 1      | 0      | 2      | 0      | 2      |        | 3      | 1:5     | 8:15   | 1      | 800 £        |
| 7    | Ben Woollaston | 0      | 1      | 1      | 3      | 2      | 0      |        | 1:5     | 7:16   | 1      | 700 £        |

|  | Qualifikation für das Halbfinale der Gruppe 6 |
|  | Qualifikation für Gruppe 7                    |

#### K.-o.-Phase
|  | Halbfinale Best of 5 Frames | Halbfinale Best of 5 Frames | Halbfinale Best of 5 Frames |  |  | Finale Best of 5 Frames | Finale Best of 5 Frames | Finale Best of 5 Frames |
|  |                             |                             |                             |  |  |                         |                         |                         |
|  |                             |                             |                             |  |  |                         |                         |                         |
|  | 1                           | Martin Gould                | 3                           |  |  |                         |                         |                         |
|  | 4                           | Li Hang                     | 2                           |  |  |                         |                         |                         |
|  |                             |                             |                             |  |  | 1                       | Martin Gould            | 3                       |
|  |                             |                             |                             |  |  | 2                       | Judd Trump              | 0                       |
|  | 2                           | Judd Trump                  | 3                           |  |  |                         |                         |                         |
|  | 3                           | Ricky Walden                | 0                           |  |  |                         |                         |                         |
|  |                             |                             |                             |  |  |                         |                         |                         |

### Gruppe 7
Mit den Partien der Gruppe 7, am 26. März und 27. März, endete die Qualifikationsphase für die Winners’ Group des Turniers. John Higgins, Luca Brecel und Robert Milkins waren gesetzt. Aus Gruppe 6 kamen Judd Trump und Ricky Walden hinzu. Graeme Dott und Li Hang wären ebenfalls aus Gruppe 6 dazugekommen, sie verzichteten aber. Für sie sprangen Dominic Dale und Jimmy Robertson ein.

#### Gruppenspiele
In der ersten Partie des Turniers gelang Luca Brecel ein Maximum Break zum 3:0-Sieg über John Higgins. Es war das erste offizielle 147er Break in der Karriere des Belgiers.
| 1 | John Higgins    | 0:3 | Luca Brecel     | 8  | Judd Trump      | 3:1 | Ricky Walden    | 15 | Robert Milkins | 1:3 | Judd Trump      |
| 2 | Robert Milkins  | 1:3 | Dominic Dale    | 9  | Luca Brecel     | 0:3 | Dominic Dale    | 16 | Dominic Dale   | 2:3 | Ricky Walden    |
| 3 | Ricky Walden    | 2:3 | John Higgins    | 10 | Jimmy Robertson | 3:0 | Ricky Walden    | 17 | John Higgins   | 2:3 | Jimmy Robertson |
| 4 | Jimmy Robertson | 0:3 | Judd Trump      | 11 | Judd Trump      | 3:2 | Dominic Dale    | 18 | Luca Brecel    | 0:3 | Ricky Walden    |
| 5 | Luca Brecel     | 1:3 | Robert Milkins  | 12 | Robert Milkins  | 1:3 | Ricky Walden    | 19 | Robert Milkins | 1:3 | Jimmy Robertson |
| 6 | Dominic Dale    | 1:3 | Jimmy Robertson | 13 | John Higgins    | 3:1 | Judd Trump      | 20 | Luca Brecel    | 1:3 | Judd Trump      |
| 7 | John Higgins    | 3:1 | Robert Milkins  | 14 | Luca Brecel     | 2:3 | Jimmy Robertson | 21 | John Higgins   | 3:0 | Dominic Dale    |

#### Tabelle
| Pos. | Spieler         | Gegner | Gegner | Gegner | Gegner | Gegner | Gegner | Gegner | Partien | Frames | Punkte | Preisgeld NB |
| ---- | --------------- | ------ | ------ | ------ | ------ | ------ | ------ | ------ | ------- | ------ | ------ | ------------ |
| Pos. | Spieler         | TRU    | ROB    | HIG    | WAL    | DAL    | MIL    | BRE    | Partien | Frames | Punkte | Preisgeld NB |
| 1    | Judd Trump      |        | 3      | 1      | 3      | 3      | 3      | 3      | 5:1     | 16:8   | 5      | 5.100 £      |
| 2    | Jimmy Robertson | 0      |        | 3      | 3      | 3      | 3      | 3      | 5:1     | 15:9   | 5      | 2.800 £      |
| 3    | John Higgins    | 3      | 2      |        | 3      | 3      | 3      | 0      | 4:2     | 14:10  | 4      | 6.200 £      |
| 4    | Ricky Walden    | 1      | 0      | 2      |        | 3      | 3      | 3      | 3:3     | 12:12  | 3      | 2.500 £      |
| 5    | Dominic Dale    | 2      | 1      | 0      | 2      |        | 3      | 3      | 2:4     | 11:13  | 2      | 1.100 £      |
| 6    | Robert Milkins  | 1      | 1      | 1      | 1      | 1      |        | 3      | 1:5     | 8:16   | 1      | 800 £        |
| 7    | Luca Brecel     | 1      | 2      | 3      | 0      | 0      | 1      |        | 1:5     | 7:15   | 1      | 1.200 £ HB   |

|  | Qualifikation für das Halbfinale der Gruppe 7 |

#### K.-o.-Phase
|  | Halbfinale Best of 5 Frames | Halbfinale Best of 5 Frames | Halbfinale Best of 5 Frames |  |  | Finale Best of 5 Frames | Finale Best of 5 Frames | Finale Best of 5 Frames |
|  |                             |                             |                             |  |  |                         |                         |                         |
|  |                             |                             |                             |  |  |                         |                         |                         |
|  | 1                           | Judd Trump                  | 3                           |  |  |                         |                         |                         |
|  | 4                           | Ricky Walden                | 1                           |  |  |                         |                         |                         |
|  |                             |                             |                             |  |  | 1                       | Judd Trump              | 2                       |
|  |                             |                             |                             |  |  | 3                       | John Higgins            | 3                       |
|  | 2                           | Jimmy Robertson             | 1                           |  |  |                         |                         |                         |
|  | 3                           | John Higgins                | 3                           |  |  |                         |                         |                         |
|  |                             |                             |                             |  |  |                         |                         |                         |

## Winners’ Group

### Gruppenspiele
Die Sieger der sieben Gruppen hatten sich für die Gruppenphase der Finalrunde qualifiziert. Sie spielten im Round-Robin-Modus um den Einzug ins Halbfinale.
| 1 | Zhou Yuelong  | 3:2 | Mark Selby   | 8  | John Higgins | 3:2 | Mark Williams | 15 | Kyren Wilson | 1:3 | John Higgins  |
| 2 | Kyren Wilson  | 3:1 | Ali Carter   | 9  | Mark Selby   | 1:3 | Ali Carter    | 16 | Ali Carter   | 3:2 | Mark Williams |
| 3 | Mark Williams | 3:2 | Zhou Yuelong | 10 | Martin Gould | 3:1 | Mark Williams | 17 | Zhou Yuelong | 3:0 | Martin Gould  |
| 4 | Martin Gould  | 0:3 | John Higgins | 11 | John Higgins | 2:3 | Ali Carter    | 18 | Mark Selby   | 3:0 | Mark Williams |
| 5 | Mark Selby    | 3:1 | Kyren Wilson | 12 | Kyren Wilson | 3:1 | Mark Williams | 19 | Kyren Wilson | 3:2 | Martin Gould  |
| 6 | Ali Carter    | 3:0 | Martin Gould | 13 | Zhou Yuelong | 2:3 | John Higgins  | 20 | Mark Selby   | 0:3 | John Higgins  |
| 7 | Zhou Yuelong  | 3:1 | Kyren Wilson | 14 | Mark Selby   | 3:0 | Martin Gould  | 21 | Zhou Yuelong | 2:3 | Ali Carter    |

### Tabelle
| Pos. | Spieler       | Gegner | Gegner | Gegner | Gegner | Gegner | Gegner | Gegner | Partien | Frames | Punkte | Preisgeld NB |
| ---- | ------------- | ------ | ------ | ------ | ------ | ------ | ------ | ------ | ------- | ------ | ------ | ------------ |
| Pos. | Spieler       | HIG    | CAR    | ZHO    | SEL    | WLS    | WLL    | GOU    | Partien | Frames | Punkte | Preisgeld NB |
| 1    | John Higgins  |        | 2      | 3      | 3      | 3      | 3      | 3      | 5:1     | 17:8   | 5      | 15.200 £     |
| 2    | Ali Carter    | 3      |        | 3      | 3      | 1      | 3      | 3      | 5:1     | 16:10  | 5      | 6.200 £      |
| 3    | Zhou Yuelong  | 2      | 2      |        | 3      | 3      | 2      | 3      | 3:3     | 15:12  | 3      | 10.500 £ HB  |
| 4    | Mark Selby    | 0      | 1      | 2      |        | 3      | 3      | 3      | 3:3     | 12:10  | 3      | 6.000 £      |
| 5    | Kyren Wilson  | 1      | 3      | 1      | 1      |        | 3      | 3      | 3:3     | 12:13  | 3      | 2.400 £      |
| 6    | Mark Williams | 2      | 2      | 3      | 0      | 1      |        | 1      | 1:5     | 9:17   | 1      | 1.800 £      |
| 7    | Martin Gould  | 0      | 0      | 0      | 0      | 2      | 3      |        | 1:5     | 5:16   | 1      | 1.000 £      |

|  | Qualifikation für das Halbfinale der Finalrunde |

### Endrunde
|  | Halbfinale Best of 5 Frames | Halbfinale Best of 5 Frames | Halbfinale Best of 5 Frames |  |  | Finale Best of 5 Frames | Finale Best of 5 Frames | Finale Best of 5 Frames |
|  |                             |                             |                             |  |  |                         |                         |                         |
|  |                             |                             |                             |  |  |                         |                         |                         |
|  | 1                           | John Higgins                | 3                           |  |  |                         |                         |                         |
|  | 4                           | Mark Selby                  | 2                           |  |  |                         |                         |                         |
|  |                             |                             |                             |  |  | 1                       | John Higgins            | 3                       |
|  |                             |                             |                             |  |  | 3                       | Zhou Yuelong            | 2                       |
|  | 2                           | Ali Carter                  | 0                           |  |  |                         |                         |                         |
|  | 3                           | Zhou Yuelong                | 3                           |  |  |                         |                         |                         |
|  |                             |                             |                             |  |  |                         |                         |                         |

| Finale: Best of 5 Frames Schiedsrichter/in: Rob Spencer Ricoh Arena, Coventry, England, 29. März 2017 |                |              |
| John Higgins                                                                                          | 3:2            | Zhou Yuelong |
| 78:39, 1:133 (100), 61:11, 17:57, 81:0 (81)                                                           |                |              |
| 81 | Höchstes Break | 100          |
| – | Century-Breaks | 1            |
| 1 | 50+-Breaks     | 1            |

## Century Breaks
116 Century Breaks wurden im Verlauf des gesamten Turniers erzielt, 23 davon in der abschließenden Winners’ Group. Judd Trump erzielte 16 Breaks von 100 oder mehr Punkten, mehr als jeder andere, er nahm aber auch an 4 der 7 Gruppen teil. Barry Hawkins erzielte halb so viele Centurys bei 3 Teilnahmen. In Gruppe 6 und Gruppe 7 gab es jeweils ein 147-Punkte-Break durch Martin Gould bzw. Luca Brecel, es waren die Maximum Breaks Nummer 7 und 8 in der Geschichte der Championship League.

### Winners’ Group
| Zhou Yuelong | 141, 131, 122, 111, 100 |
| Martin Gould | 140                     |
| John Higgins | 138, 137, 121, 113, 103 |
| Ali Carter   | 134, 101 (2×)           |

| Mark Williams | 133, 123, 104           |
| Mark Selby    | 132, 128, 112, 103, 101 |
| Kyren Wilson  | 129                     |

### Qualifikationsgruppen
| Luca Brecel   | 1477, 109                                                                 |
| Martin Gould  | 1476, 108, 106, 102, 101 (2×)                                             |
| John Higgins  | 146, 105                                                                  |
| Ryan Day      | 1451, 122, 100                                                            |
| Mark Williams | 1445, 136, 111, 100                                                       |
| Li Hang       | 143, 103, 102                                                             |
| Judd Trump    | 140, 137, 134, 125, 124, 120 (2×), 118, 110, 109, 108, 104, 103, 100 (3×) |
| Ricky Walden  | 140, 137, 131, 129, 104                                                   |
| Liang Wenbo   | 1404, 115                                                                 |
| Michael Holt  | 139                                                                       |
| Tom Ford      | 139                                                                       |
| Kyren Wilson  | 1373 (2×), 131, 105, 101                                                  |
| Graeme Dott   | 136                                                                       |

| Neil Robertson   | 1342, 116, 110                         |
| Mark King        | 134, 116                               |
| Barry Hawkins    | 138, 129, 122, 114, 104, 103, 101 (2×) |
| Mark Allen       | 125, 124, 102                          |
| Ali Carter       | 125, 115, 107, 103                     |
| Jimmy Robertson  | 122, 121, 113, 101                     |
| Ben Woollaston   | 120, 106, 103, 102, 101                |
| Anthony Hamilton | 118, 103                               |
| Stephen Maguire  | 115, 104                               |
| Michael White    | 113, 111, 100                          |
| Mark Selby       | 111, 104, 103, 101                     |
| Zhou Yuelong     | 110, 105                               |

x die hochgestellte Zahl markiert das jeweils höchste Break in Gruppe x